# Diocesi di Prince George
La diocesi di Prince George (in latino: Dioecesis Principis Georgensis) è una sede della Chiesa cattolica in Canada suffraganea dell'arcidiocesi di Vancouver. Nel 2021 contava 61.450 battezzati su 281.000 abitanti. È retta dal vescovo Stephen Jensen.

## Territorio
La diocesi comprende la parte settentrionale della provincia canadese della Columbia Britannica e l'arcipelago di Haida Gwaii (già isole Regina Carlotta).
Sede vescovile è la città di Prince George, dove si trova la cattedrale del Sacro Cuore.
Il territorio si estende su circa 345.600 km² ed è suddiviso in 21 parrocchie.

## Storia
La prefettura apostolica dello Yukon fu eretta il 9 marzo 1908 con il breve Quae catholico nomini di papa Pio X, ricavandone il territorio dal vicariato apostolico di Mackenzie (oggi diocesi di Mackenzie-Fort Smith).
Il 20 novembre 1916 la prefettura apostolica fu elevata a vicariato apostolico con il breve Quae in longinquis di papa Benedetto XV; contestualmente si ingrandì con porzioni di territorio che erano appartenute all'arcidiocesi di Vancouver nella Columbia Britannica e assunse il nome di vicariato apostolico dello Yukon e Prince Rupert.
Il 14 gennaio 1944 in virtù della bolla Impensum quo di papa Pio XII il vicariato apostolico, che aveva il suo centro amministrativo in Prince Rupert, fu diviso, dando origine ai vicariati apostolici di Prince Rupert e di Whitehorse (oggi diocesi); i due vicariati apostolici inoltre incorporarono alcuni territori del vicariato apostolico di Grouard (oggi arcidiocesi di Grouard-McLennan).
Con la stessa bolla Emile-Marie Bunoz, già vicario apostolico dello Yukon e Prince Rupert, assunse il titolo di vicario apostolico di Prince Rupert.
Il 13 luglio 1967 per effetto della bolla Adsiduo perducti di papa Paolo VI il vicariato apostolico di Prince Rupert è stato elevato a diocesi e ha assunto il nome attuale. Originariamente era suffraganea dell'arcidiocesi di Grouard-McLennan.
Il 25 marzo 2000 la diocesi è passata dalla giurisdizione della Congregazione per l'evangelizzazione dei popoli alla giurisdizione della Congregazione per i vescovi e contestualmente è entrata a far parte della provincia ecclesiastica dell'arcidiocesi di Vancouver.

## Cronotassi dei vescovi
Si omettono i periodi di sede vacante non superiori ai 2 anni o non storicamente accertati.
- Emile-Marie Bunoz, O.M.I. † (7 aprile 1908 - 3 giugno 1945 deceduto)
- Anthony Jordan, O.M.I. † (22 giugno 1945 - 17 aprile 1955[2] nominato arcivescovo coadiutore di Edmonton[3])
- John Fergus O'Grady, O.M.I. † (19 dicembre 1955 - 9 giugno 1986 ritirato)
- Hubert Patrick O'Connor, O.M.I. † (9 giugno 1986 - 8 luglio 1991 dimesso)
- Gerald William Wiesner, O.M.I. (6 ottobre 1992 - 3 gennaio 2013 ritirato)
- Stephen Jensen, dal 3 gennaio 2013

## Statistiche
La diocesi nel 2021 su una popolazione di 281.000 persone contava 61.450 battezzati, corrispondenti al 21,9% del totale.
| anno | popolazione | popolazione | popolazione | presbiteri | presbiteri | presbiteri | presbiteri                | diaconi | religiosi | religiosi | parrocchie |
| anno | battezzati  | totale      | %           | numero     | secolari   | regolari   | battezzati per presbitero | diaconi | uomini    | donne     | parrocchie |
| ---- | ----------- | ----------- | ----------- | ---------- | ---------- | ---------- | ------------------------- | ------- | --------- | --------- | ---------- |
| 1950 | 8.000       | 50.000      | 16,0        | 30         |            | 30         | 266                       |         | 8         | 54        | 4          |
| 1966 | 29.910      | 130.000     | 23,0        | 37         | 3          | 34         | 808                       |         |           | 107       | 18         |
| 1970 | 26.355      | 133.620     | 19,7        | 63         | 34         | 29         | 418                       |         | 40        | 100       | 17         |
| 1976 | 26.000      | 139.000     | 18,7        | 33         | 4          | 29         | 787                       |         | 40        | 53        | 19         |
| 1980 | 26.000      | 139.000     | 18,7        | 27         | 3          | 24         | 962                       |         | 31        | 54        | 20         |
| 1990 | 56.977      | 240.500     | 23,7        | 25         | 5          | 20         | 2.279                     | 1       | 28        | 37        | 20         |
| 1999 | 51.200      | 234.416     | 21,8        | 19         | 7          | 12         | 2.694                     |         | 15        | 30        | 19         |
| 2000 | 51.200      | 234.416     | 21,8        | 19         | 8          | 11         | 2.694                     |         | 13        | 26        | 18         |
| 2001 | 51.200      | 234.416     | 21,8        | 20         | 9          | 11         | 2.560                     |         | 12        | 24        | 18         |
| 2002 | 51.200      | 234.416     | 21,8        | 19         | 9          | 10         | 2.694                     |         | 11        | 22        | 18         |
| 2003 | 51.200      | 234.416     | 21,8        | 20         | 12         | 8          | 2.560                     |         | 9         | 22        | 18         |
| 2004 | 51.200      | 234.416     | 21,8        | 19         | 11         | 8          | 2.694                     |         | 9         | 22        | 22         |
| 2013 | 55.800      | 254.900     | 21,9        | 21         | 14         | 7          | 2.657                     |         | 9         | 13        | 18         |
| 2016 | 57.626      | 263.461     | 21,9        | 21         | 11         | 10         | 2.744                     |         | 13        | 10        | 18         |
| 2019 | 59.720      | 273.300     | 21,9        | 27         | 18         | 9          | 2.211                     |         | 11        | 9         | 20         |
| 2021 | 61.450      | 281.000     | 21,9        | 21         | 14         | 7          | 2.926                     |         | 9         | 9         | 21         |